# Wendt (Familienname)
Wendt ist ein Familienname.

## Namensträger

### A
- Adolf Wendt (Autor) (1870–1944), deutscher Pfarrer und Schriftsteller
- Adolf Wendt (Maler) (1871–1953), deutscher Maler und Radierer
- Albert Wendt (Lehrer) (1851–1932), deutscher Lehrer und Gewerbeschuldirektor
- Albert Wendt (Dichter) (* 1939), samoanischer Dichter, Schriftsteller und Hochschullehrer
- Albert Wendt (Kinderbuchautor) (* 1948), deutscher Autor
- Alexander Wendt (Politikwissenschaftler) (* 1958), US-amerikanischer Politikwissenschaftler
- Alexander Wendt (Journalist) (* 1966), deutscher Journalist und Buchautor
- Amadeus Wendt (1783–1836), deutscher Philosoph, Komponist und Musiktheoretiker
- André Wendt (* 1971), deutscher Politiker (AfD)
- Andreas Wendt (Fußballspieler) (1952–2025), deutscher Fußballtorhüter
- Andreas Wendt (Manager) (* 1958), deutscher Industriemanager
- Anton Weiss-Wendt (* 1973), estnischer Historiker
- August Wendt (1861–1927), deutscher Beamter
- August Joachim Wendt (1685–1748), deutscher Geistlicher

### B
- Beate Wendt (* 1971), deutsche Fußballspielerin
- Benny Wendt (* 1950), schwedischer Fußballspieler
- Bernd-Jürgen Wendt (1934–2025), deutscher Historiker
- Bertha Wendt (1859–1937), deutsche Politikerin

### C
- Carl Wendt (Ökonom) (1731–1815), deutscher Ökonom
- Carl Wendt (Theologe) (1837–1911), deutscher Theologe und Pädagoge
- Carl Wendt (Politiker) (1887–1936), deutscher Politiker (SPD)
- Carl Friedrich Wendt (1912–1988), deutscher Psychiater, Neurologe und Hochschullehrer
- Carl Friedrich von Wendt (1748–1825), deutscher Geistlicher, Bischof von Kassel
- Carl Hubert von Wendt (1832–1903), deutscher Gutsbesitzer und Politiker (Zentrum)
- Christian Wendt (Orgelbauer) (um 1830–um 1900), deutscher Orgelbauer
- Christian Wendt (Historiker) (* 1976), deutscher Althistoriker
- Christian Ernst von Wendt (1778–1842), deutscher Jurist
- Christoph Wendt (1658–1719), deutscher Geistlicher, Senior in Lübeck
- Claus Wendt (* 1968), deutscher Soziologe
- Conrad Freiherr von Wendt (1872–1945), deutscher Adliger

### D
- Dietrich von Wendt, deutscher Geistlicher, Domherr in Münster
- Dirk Wendt (* 1935), deutscher Psychologe

### E
- Eckhard Wendt (1947–2022), deutscher Basketballspieler
- Elen Wendt, Geburtsname von Elen (Sängerin) (* 1989), deutsche Sängerin
- Elisabeth Wendt (1906–1980), deutsche Schauspielerin
- Elke Wendt-Kummer (* 1941), deutsche Dokumentarfilmerin
- Ell Wendt (1896–1944), deutsche Schriftstellerin
- Emil Wendt (1895–1944), deutscher Widerstandskämpfer
- Eric Wendt (* um 1964), pensionierter US-amerikanischer Generalleutnant
- Erich Wendt (1902–1965), deutscher Politiker (KPD)
- Erika Wendt (1917–2003), deutsche Sekretärin und Spionin
- Ernst Wendt (Mathematiker) (Adolf Ernst Wendt; 1872–1946), deutscher Mathematiker und Nautiker
- Ernst Wendt (Regisseur, 1876) (1876–1946), deutscher Regisseur, Drehbuchautor und Schauspieler
- Ernst von Wendt (1877–1939), finnischer Journalist und Autor
- Ernst Wendt (Regisseur, 1937) (1937–1986), deutscher Hörspiel- und Theaterregisseur
- Erwin Wendt (1900–1951), deutscher Maler

### F
- François Willi Wendt (1909–1970), französischer Maler
- Franz Karl von Wendt (1675–1748), deutscher General
- Friedrich von Wendt (1738–1818), deutscher Mediziner

### G
- Georg von Wendt (1876–1954), finnischer Mediziner, Tiermediziner und Politiker
- Georg Wendt (Politiker) (1889–1948), deutscher Politiker (SPD, SED), MdR
- Georg Gerhard Wendt (auch Gerhard Wendt; 1921–1987), deutscher Humangenetiker
- George Wendt (1948–2025), US-amerikanischer Schauspieler
- Gerd Wendt (* 1945), deutscher Badmintonspieler
- Gerhard Wendt, siehe Georg Gerhard Wendt
- Giuliana Wendt, Geburtsname von Giuliana Jakobeit (* 1976), deutsche Synchronsprecherin
- Gregory Wendt (* 1963), US-amerikanischer Basketballspieler
- Guenter Wendt (1923–2010), deutsch-amerikanischer Raumfahrtingenieur
- Guido Wendt (* 1976), deutscher Betriebswirt und politischer Beamter, Staatssekretär
- Gunna Wendt (* 1953), deutsche Schriftstellerin und Ausstellungskuratorin
- Günther Wendt (Maler) (1908–1971), deutscher Maler und Museumsdirektor
- Günther Wendt (Jurist) (1919–2004), deutscher Jurist und Kirchenfunktionär
- Günther Wendt (Offizier) (1931–2017), deutscher Offizier
- Gustav Wendt (Philologe) (1827–1912), deutscher Schulreformer und Altphilologe
- Gustav Wendt (Politiker) (1848–1933), deutscher Lehrer und Politiker (DFP), MdR

### H
- Hans Wendt (Schriftsteller) (1878–1922), deutscher Schriftsteller
- Hans Wendt, Pseudonym von Helmut Weiß (Helmut Weiss-Wendt; 1913–2000), deutscher Schriftsteller
- Hans Wendt (Unternehmer) (1930–2008), deutscher Unternehmer
- Hans Dieter Wendt (1930–2009), deutscher Politiker (FDP/LDPD)
- Hans Friedrich Wendt (1903–1984), deutscher Offizier
- Hans Hinrich Wendt (1853–1928), deutscher Theologe
- Hans-Richard Wendt (1908–1975), deutscher Kapitän und Kap Hoornier
- Harro Wendt (1918–2006), deutscher Psychiater und Musiktherapeut
- Hauke Wendt (* 1975), deutscher Dirigent, Musiker und Theaterproduzent
- Heinrich Wendt (Chronist) (1605–1683), deutscher Chronist
- Heinrich Wendt (Archivar) (1866–1946), deutscher Archivar
- Heinrich Wilhelm von Wendt († 1703), deutscher Geistlicher, Dompropst in Minden
- Heinz Friedrich Wendt (1914–2006), deutscher Sprachwissenschaftler und Verlagslektor
- Helmut Bieler-Wendt (* 1956), deutscher Komponist und Musiker
- Helmut Weiss-Wendt (1913–2000), deutscher Schriftsteller, siehe Helmut Weiß
- Herbert Wendt (Mediziner) (1913–2005), deutscher Chirurg und Hochschullehrer
- Herbert Wendt (Schriftsteller) (1914–1979), deutscher Schriftsteller
- Hermann Wendt (Mediziner, 1832) (1832–1896), deutscher Psychiater
- Hermann Wendt (Politiker) (1884–1971), deutscher Politiker (CDU)
- Hermann Wendt (Militärhistoriker) (1909–1940), deutscher Militärhistoriker und Hochschullehrer
- Hermann Wendt (Psychologe) (* 1944), deutscher Psychologe
- Hermann Friedrich Wendt (1838–1875), deutscher Mediziner und Hochschullehrer
- Horst Wendt (1933–2013), deutscher Grafiker

### I
- Ingeborg Wendt (1917–1989), deutsche Schriftstellerin
- Irmela Wendt (1916–2012), deutsche Schriftstellerin

### J
- Jacqueline Dunnley-Wendt (* 1971), britisch-deutsche Regisseurin, Choreografin und Pädagogin
- Joachim Wendt (Fußballspieler) (* 1939), deutscher Fußballtorwart
- Joachim Wendt (Fechter) (Benny Wendt; * 1962), österreichischer Fechter
- Joachim Christopher Wendt (1693–1764), deutscher Geistlicher
- Johann Wendt (Bürgermeister) (1578–1664), Görlitzer Bürgermeister
- Johann Wendt (Mediziner) (1777–1845), deutscher Arzt und Hochschullehrer
- Johann Amadeus Wendt (1783–1836), deutscher Philosoph, Komponist und Musiktheoretiker, siehe Amadeus Wendt
- Johann Baptist de Wendt (1650–1716), deutscher Infanterieoffizier
- Johann Nepomuk Wendt (1745–1801), böhmischer Komponist, Hornist und Oboist
- Johann Wilhelm Wendt (Künstler) (1747–1815), deutscher Baumeister und Maler
- Johann Wilhelm Wendt (Kapitän) (1802–1847), deutscher Kapitän
- Johannes Wendt (* 1939), deutscher Kulturjournalist und Moderator
- Joja Wendt (* 1964), deutscher Jazzmusiker
- Julia Bracken Wendt (1868–1942), US-amerikanische Bildhauerin

### K
- Karl Wendt (Schuldirektor) (1869–1942), deutscher Theologe, Volksschullehrer, Schulleiter und Heimatforscher
- Karl Wendt (Ingenieur) (1874–1952), deutscher Ingenieur und Verbandsfunktionär
- Karl von Wendt (1937–2006), deutscher Automobilrennfahrer und Unternehmer
- Karl Franz Wendt (1904–1933), deutscher Agent
- Klaus Wendt (* 1957), deutscher Physiker
- Kurt Wendt (1920–2012), deutscher Maler und Bühnenbildner
- Kurto Wendt (* 1965), österreichischer Autor und Journalist

### L
- Lars Wendt (* 1992), deutscher Basketballspieler
- Lionel Wendt (1900–1944), sri-lankischer Pianist, Fotograf und Regisseur
- Lothar Wendt (1907–1989), deutscher Internist

### M
- Margarete Wendt (1887–1979), deutsche Künstlerin, Designerin und Unternehmerin
- Margo Wendt (1907–1978), russischstämmige deutsche Malerin und Grafikerin
- Margret Wendt (* 1955), deutsche Politikerin (AfD), MdL
- Maria Wendt (1876–1961), deutsche Schauspielerin
- Marian Wendt (* 1985), deutscher Politiker (CDU)
- Marianne Wendt (* 1974), deutsche Autorin und Regisseurin
- Marisa Wendt (* 1984), deutsche Schriftstellerin
- Martin Wendt (Politiker, 1886) (1886–1947), deutscher Politiker (NSDAP)
- Martin Wendt (Politiker, 1935) (1935–2010), deutscher Politiker (SPD)
- Mathilde Wendt (1838–1927), deutsche Musiklehrerin
- Michael Wendt (Tanzsportfunktionär) (* 1947), deutscher Tanzlehrer und Tanzsportfunktionär
- Michael Wendt (Mediziner) (* 1948), deutscher Anästhesiologe und Hochschullehrer
- Michael Wendt (Politiker) (1955–2011), deutscher Politiker (AL)
- Michael Wendt (Jurist) (* 1955), deutscher Jurist

### N
- Nevio Wendt (* 2006), deutscher Schauspieler

### O
- Ole Wendt (* 1992), deutscher Basketballspieler
- Olga Wendt (1896–1991), deutsche Designerin
- Oscar Wendt (* 1985), schwedischer Fußballspieler
- Otto Wendt (Rechtswissenschaftler) (1846–1911), deutscher Rechtswissenschaftler und Hochschullehrer
- Otto Wendt (Schauspieler) (1861–1934), deutscher Schauspieler und Regisseur
- Otto Wendt (Politiker, 1889) (Otto Wilhelm  Wendt; 1889–1969), deutscher Politiker (CDU), MdHB
- Otto Wendt (Fußballspieler) (1899–1943), deutscher Fußballspieler
- Otto Wendt (Politiker, 1902) (1902–1984), deutscher Jurist und Politiker (GB/BHE), MdL Niedersachsen

### P
- Paul Wendt (Maler) (1913–1995), deutscher Maler und Grafiker
- Paul Jaromar Wendt (1840–1919), deutscher Kaufmann und Schriftsteller

### R
- Rainer Wendt (* 1956), deutscher Polizist und Gewerkschaftsfunktionär
- Ralf Wendt (Ethnologe) (* 1936), deutscher Ethnologe und Museumsleiter
- Ralf Wendt (Mediziner) (* 1943), deutscher Pharmakologe
- Reinhard Wendt (* 1949), deutscher Historiker und Hochschullehrer
- Roland Wendt (* 1949), deutscher Richter
- Rudolf Wendt (* 1945), deutscher Jurist
- Rudolf Franz von Wendt (1813–1863), Mitglied des preußischen Herrenhauses

### S
- Siegfried Wendt (Ökonom) (1901–1966), deutscher Wirtschaftswissenschaftler
- Siegfried Wendt (Informatiker) (* 1940), deutscher Informatiker

### T
- Tanja de Wendt (* 1967), deutsche Stuntfrau und Schauspielerin
- Tim Wendt (* 1997), deutscher Handballspieler

### U
- Ulrich Wendt (Baubeamter) (1855–1936), deutscher Baubeamter
- Ulrich Wendt (Politiker) (* 1945), deutscher Politiker (CDU)
- Ulrich Kodjo Wendt (* 1962), Filmkomponist und Musiker
- Ursula Wendt-Walther (1934–2016), deutsche Opernsängerin (Sopran)

### V
- Volker Wendt (1945–2016), deutscher Maler und Grafiker sowie Hochschullehrer

### W
- Walter Wendt (* 1907), deutscher SA-Sturmführer
- Wilhelm von Wendt, deutscher Geistlicher, Domherr in Münster
- Wilhelm Wendt zu Crassenstein (1603–1644), deutscher Generalmajor
- Willi Wendt (Wilhelm Wendt; 1854–nach 1930), deutscher Gartengestalter
- William Wendt (1865–1946), deutsch-amerikanischer Landschaftsmaler
- Willy Wendt (1906–1967), deutscher Widerstandskämpfer
- Wolf Rainer Wendt (* 1939), deutscher Sozialwissenschaftler und Sozialarbeiter
- Willem Wendt, siehe Johann Wilhelm Wendt (Kapitän) (1802–1847), Erfinder und Weltumsegler
- Wolfgang Wendt, deutscher Ingenieur, Hochschullehrer und Fachautor